# Aphriza virgata
Aphriza virgata là một loài chim trong họ Scolopacidae.

## Hình ảnh

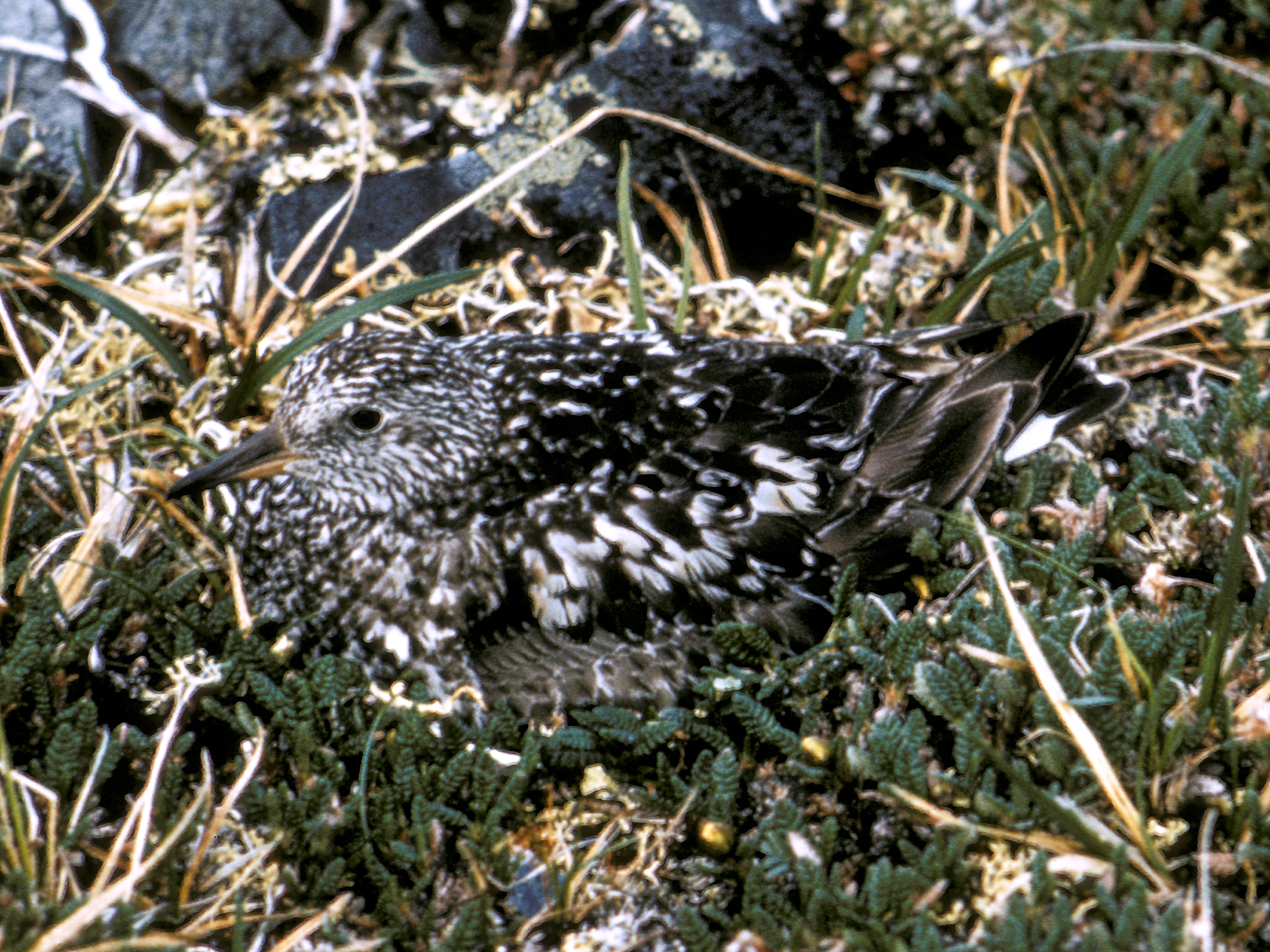
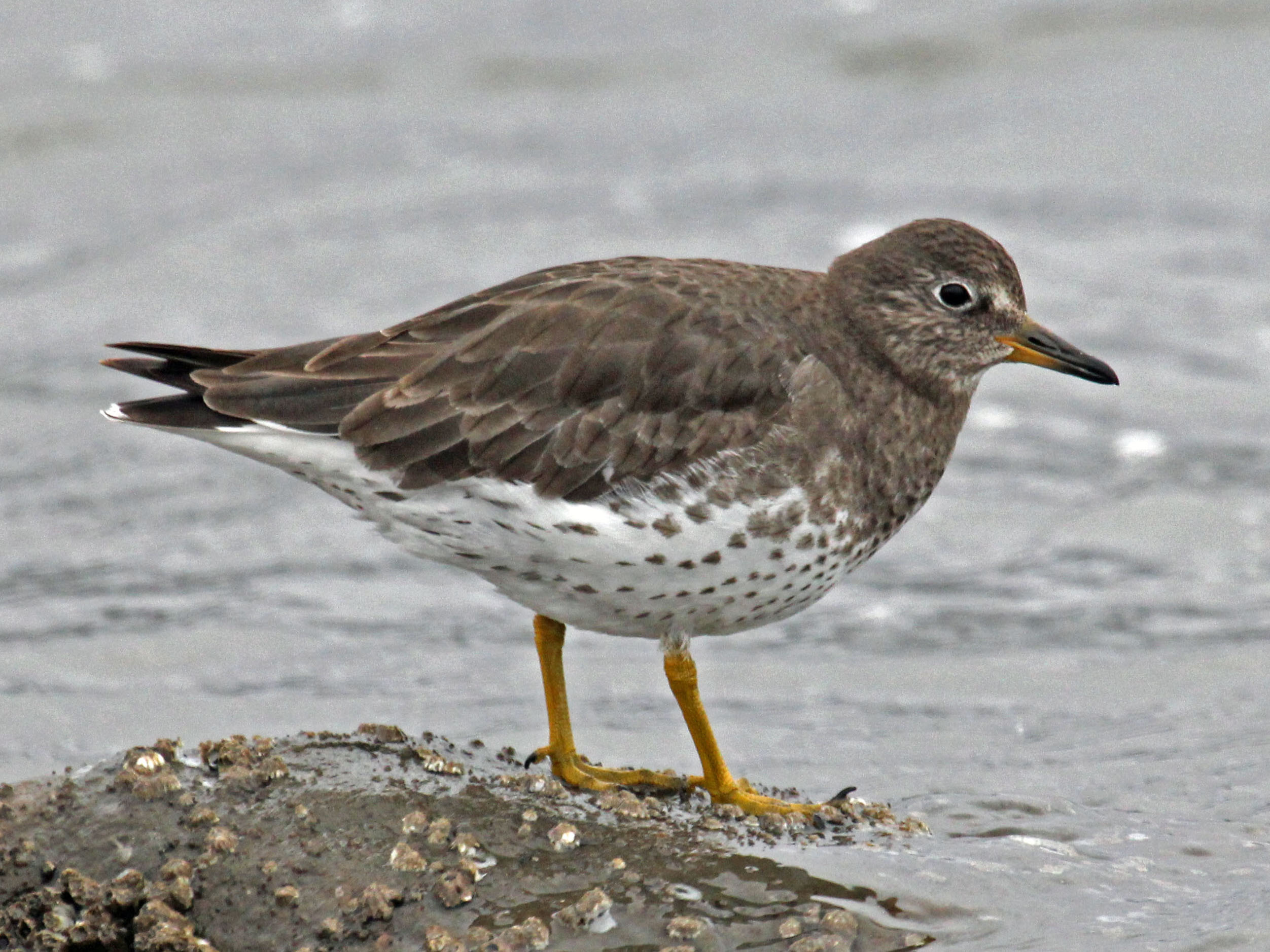
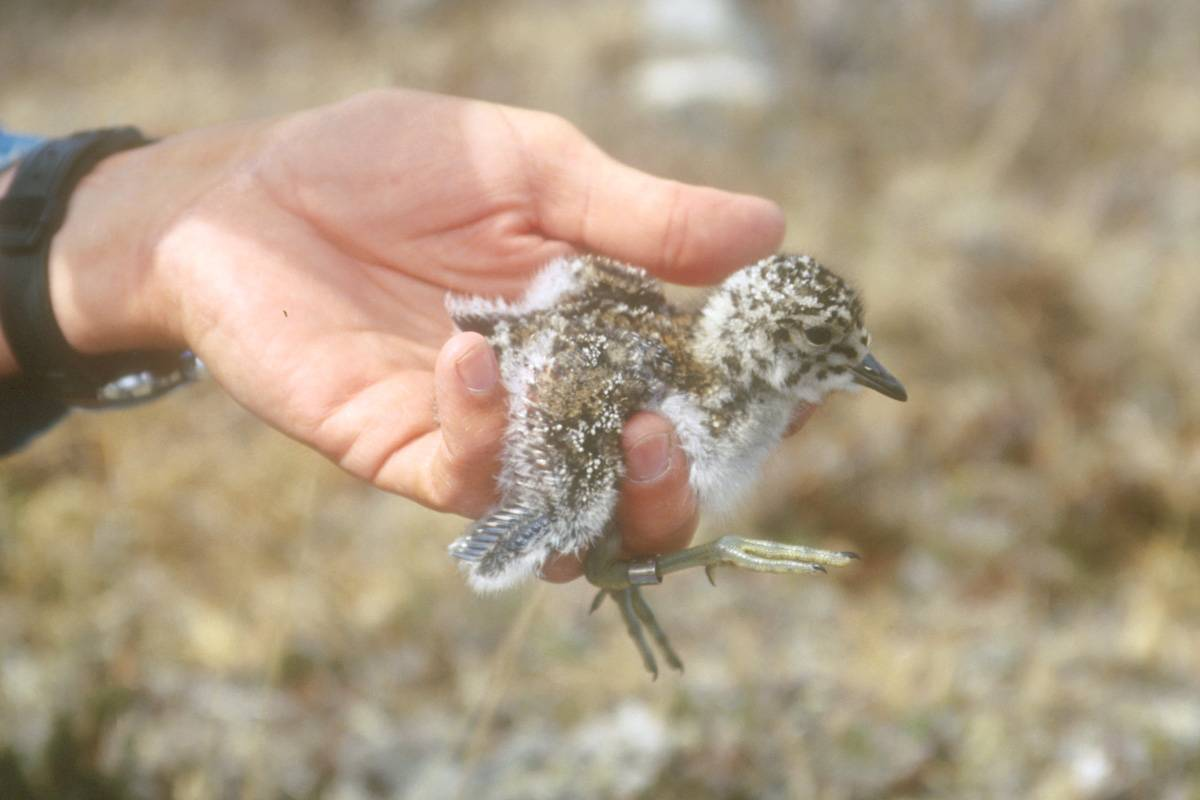